# Jelenie (podrodzina ssaków)
Jelenie (Cervinae) – podrodzina ssaków z rodziny  jeleniowatych (Cervidae).

## Zasięg występowania
Podrodzina obejmuje gatunki występujące w Eurazji, Afryce  i Ameryce Północnej.

## Systematyka

### Podział systematyczny
Do podrodziny należą następujące występujące współcześnie plemiona:
- Muntiacini Knottnerus-Meyer, 1907
- Cervini Goldfuss, 1820

Opisano również plemiona wymarłe:
- Megalocerotini Brookes, 1828[7]
- Pliocervinae Symeonidis, 1974[8]

Opisano również rodzaj wymarły niesklasyfikowany w żadnym z plemion:
- Diglochis P. Gervais, 1859[9] – jedynym przedstawicielem był Diglochis australis (Serres, 1832)
- Torontoceros Churcher & R.L. Peterson, 1982[10] – jedynym przedstawicielem był Torontoceros hypogaeus Churcher & R.L. Peterson, 1982